# Utsakkavaara
Utsakkavaara är en kulle i Finland.   Den ligger i den ekonomiska regionen  Rovaniemi ekonomiska region  och landskapet Lappland, i den norra delen av landet, 700 km norr om huvudstaden Helsingfors. Toppen på Utsakkavaara är 303 meter över havet.
Terrängen runt Utsakkavaara är huvudsakligen platt. Runt Utsakkavaara är det mycket glesbefolkat, med 2 invånare per kvadratkilometer. Det finns inga samhällen i närheten. 